# Coua cursor
Il cua corridore (Coua cursor Grandidier, 1867) è un uccello della famiglia Cuculidae.

## Distribuzione e habitat
Questo uccello è endemico del Madagascar.

## Tassonomia
Coua cursor non ha sottospecie, è monotipico.